# Олсбург (Канзас)
Олсбург (англ. Olsburg) — місто (англ. city) в США, в окрузі Поттаватомі штату Канзас. Населення — 218 осіб (2020).

## Географія
Олсбург розташований за координатами 39°25′55″ пн. ш. 96°36′53″ зх. д. / 39.43194° пн. ш. 96.61472° зх. д. (39.431826, -96.614710).  За даними Бюро перепису населення США в 2010 році місто мало площу 0,50 км², уся площа — суходіл.

## Демографія
Згідно з переписом 2010 року, у місті мешкало 219 осіб у 85 домогосподарствах у складі 58 родин. Густота населення становила 439 осіб/км².  Було 98 помешкань (196/км²).
Расовий склад населення:
| - 97,7 % — білих |

До двох чи більше рас належало 2,3 %. Частка іспаномовних становила 2,7 % від усіх жителів.
За віковим діапазоном населення розподілялося таким чином: 33,8 % — особи молодші 18 років, 55,2 % — особи у віці 18—64 років, 11,0 % — особи у віці 65 років та старші. Медіана віку мешканця становила 33,2 року. На 100 осіб жіночої статі у місті припадало 95,5 чоловіків;  на 100 жінок у віці від 18 років та старших — 104,2 чоловіків також старших 18 років.
Середній дохід на одне домашнє господарство  становив 50 753 долари США (медіана — 48 750), а середній дохід на одну сім'ю — 56 729 доларів (медіана — 55 313). Медіана доходів становила 35 000 доларів для чоловіків та 33 750 доларів для жінок. За межею бідності перебувало 9,0 % осіб, у тому числі 18,2 % дітей у віці до 18 років та 0,0 % осіб у віці 65 років та старших.
Цивільне працевлаштоване населення становило 124 особи. Основні галузі зайнятості: освіта, охорона здоров'я та соціальна допомога — 26,6 %, виробництво — 10,5 %, роздрібна торгівля — 8,9 %, науковці, спеціалісти, менеджери — 8,9 %.